# Gotland (крейсер)

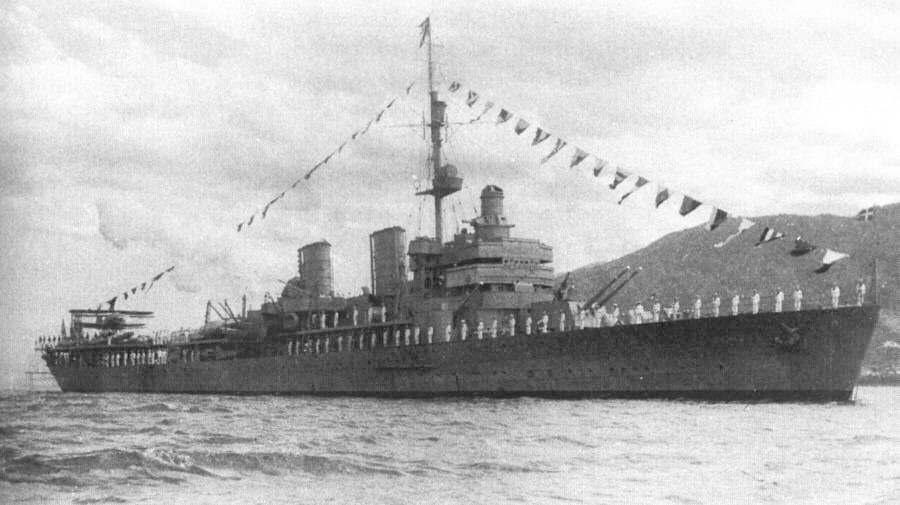
Крейсер "Готланд", 19368, Карибське море

«Готланд» — авіаносний крейсер шведського флоту. Побудований в єдиному екземплярі. Оригінальний за конструкцією корабель — носій гідролітаків.

## Історія створення
До ідеї створення спеціалізованого авіаносного корабля керівництво шведського флоту прийшло після проведення морських маневрів 1925 року.  Першим кроком в цьому напрямі стала перебудова в авіатранспорт старого броненосця берегової оборони «Dristigheten». Одночасно з цим почалося проектування авіаносного крейсера, згідно з першими ескізами - 4500 тонного корабля з 27-вузловою швидкістю, озброєного шістьма 152-мм одно-гарматними  установками, що ніс 12 гідролітаків, для зберігання яких передбачався ангар. У 1927 р вимоги Морської ради дещо змінилися в бік «універсалізації» нового корабля - тепер 152-мм гармати необхідно було розмістити в двогарматних баштах, посилити засоби ППО і знайти місце для 2x3 533-мм торпедних апарати. Для компенсацію нових вимог допускалася відмова від ангара і зберігання літаки відкрито на палубі. У проект внесли зміни, після чого водотоннажність зросла до 4800 т.
Замовлення на будівництво «Gotland» видали 7.6.1930.

## Конструкція
Універсальне призначення корабля наклало відбиток на його зовнішній вигляд: кормова третину корпусу відводилася під авіаційне озброєння - платформу для зберігання гідролітаків, підняту над верхньою палубою, поворотну катапульту (спочатку планували встановити дві, але в кінцевому підсумку обмежилися однією) і кран для підйому машин з води. Кран містився в самій кормі, а катапульта - ближче до середньої частини корпусу, безпосередньо за кормовою вежею головного калібру. Для транспортування літаків від крана до катапульти по платформі проклали спеціальні рейкові шляхи. Штатний склад авіагрупи за проектом налічував 12 одиниць, але до моменту готовності крейсера його скоротили до восьми, а фактично на борту ніколи не знаходилося більше шести літаків.
Під навісною авіаційною платформою по верхній палубі проходили рейки, на яких, залежно від типу, могли бути розміщені до 100 мін.
Артилерійське і торпедне озброєння було сконцентровано в середній частині корпусу. Число двогарматних 152-мм баштових установок, у порівнянні з початковим проектом, скоротили з трьох до двох — в основному з фінансових міркувань, оскільки в цьому випадку зростала довжина корпусу і, як наслідок, ціна корабля. Щоб зберегти загальне число гармат головного калібру, на «Gotland» повернулися до архаїчного казематного розташуванню артилерії — 152-мм гармати з ліквідованої третьої вежі перемістилися в каземати, обладнані з боків носової надбудови. Ці гармати мали в два рази менший кут підвищення, у порівнянні з баштовими (30° проти 60°), і, відповідно меншу дальність стрільби.
У середній частині корпусу знаходилися і трьохствольні торпедні апарати (в районі другої димової труби).
Енергетична установка «Gotland» була по можливості уніфікована з прийнятою на есмінцях типу «Goteborg», головна відмінність полягала в збільшеному до чотирьох числі парових котлів і, відповідно, більшою паропродуктивності. Машинні відділення і котельні відділення розташовувалися ешелонно, при цьому через сильно зміщеної на ніс кормової 152-мм башти (що довелося зробити для більш зручного розміщення авіаційного обладнання) її погреби виявилися затиснуті між котельним відділенням № 2 і машинним відділенням № 2. Наслідком стала дуже  велика різниця довжини валопроводів правого і лівого бортів.
Обмежені розміри «Gotland» та встановлене потужне озброєння не дозволили забезпечити кораблю скільки-небудь серйозного бронювання; довелося обмежитися протиосколковим — товщина броні ніде не перевищувала 25 мм.

## Служба

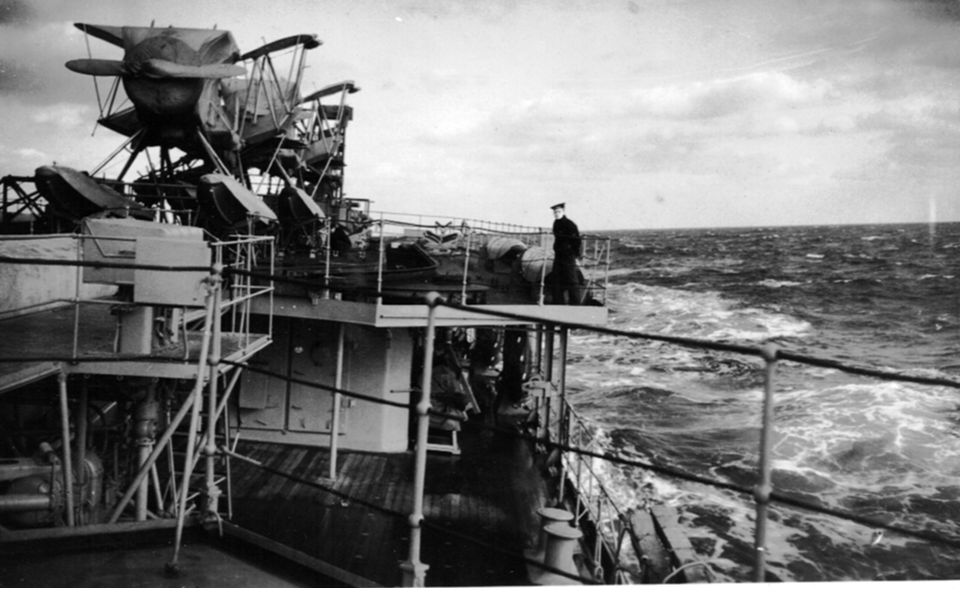
Гідролітак на борту «Ґотланда».

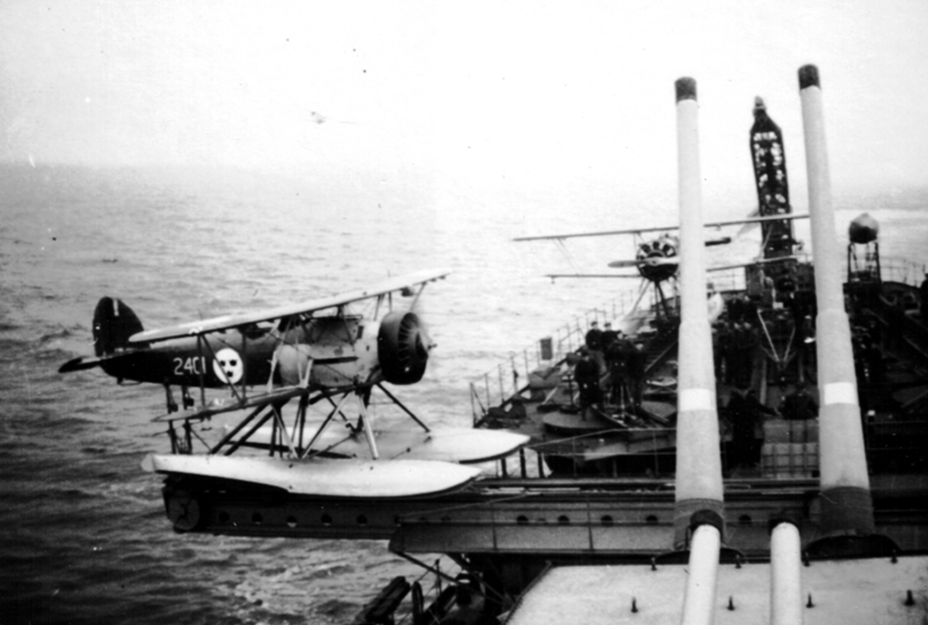
Гоукер «Оспрей» на катапульті «Ґотланда»

У 1937-1938 роках на даху носової башти головного калібру обладнали платформу зі спареним 25-мм автоматом.
До 1943 р гідролітаки Гоукер «Оспрей», поставлені ще в 1934-1935 роках, практично втратили бойове значення.  Будь-яка їх заміна зажадала б істотної переробки катапульти та іншого авіаційного обладнання через збільшення ваги нових гідролітаків.  З урахуванням цього, а також зростання можливостей берегової авіації з «Gotland» вирішено було демонтувати всі авіаційне обладнання, одночасно істотно посиливши його зенітне озброєння. Для цього у звільненій кормовій частині корпусу розташували чотири спарених 40-мм «Бофорса» і два спарених 20-мм автомата. Модернізація закінчилася в квітні 1944 року. 
Найбільш помітним подією, пов'язаною з «Gotland» в роки війни, стало виявлення ним у травні 1941 року виходу в Атлантику німецького лінкора «Bismarck». Це повідомлення, передане шведським крейсером, поклало початок однієї з найдраматичніших операцій на морі — полювання на «Bismarck».
Виключений зі списків флоту 1 липня 1960 року та 1 травня 1963 року проданий на злам.